# Reial audiència
|  | Aquest article tracta sobre la institució de la monarquia hispànica. Si cerqueu la institució de la Corona d'Aragó, vegeu «Audiència Reial». |

Les reials audiències, audiències reials o audiències, i també cancelleries (en castellà, real audiencia i cancillería) foren els màxims òrgans de justícia als estats de la Monarquia d'Espanya entre el segle xvi i xvii. Les cancelleries castellanes es distingien de les simples reials audiències pel fet d'estar presidides per un canceller i tenir, a més, atribucions governatives.

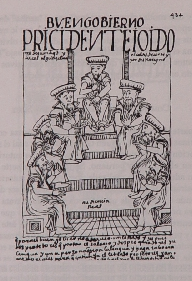
Facsímil d'un gravat (representant els oïdors d'una Reial Audiència) a la col·lecció de la Biblioteca de la Cort Suprema de Xile.

Tenen els seus orígens en l'Audiència Reial de la Corona d'Aragó i a la Cancelleria de Valladolid de la Corona de Castella. Durant els regnats de l'emperador Carles V i el seu fill Felip II de Castella entre 1526 i 1583 es van crear Audiències per tots els dominis de la Monarquia d'Espanya tant a Europa, com a Amèrica i a les Filipines. Les Cancelleries esdevingueren Audiències de major nivell competencial, ja que estaven presidides per un Canceller i se les considerava representants del monarca en els seus respectius territoris, tant a la península Ibèrica com a les Índies, i disposaven per tant del Reial segell. Amb la instauració dels decrets de Nova Planta (1707-1716) esdevingueren l'organisme superior de govern i durant el segle xviii foren una demarcació judicial de l'administració colonial espanyola a Amèrica. Vetllaven pel compliment de les normes legals i l'aplicació de la justícia en el continent. La primera Reial Audiència es va crear el 1511 a l'illa de La Española. Posteriorment, amb la creació dels diversos virregnats, les reials audiències es podien considerar com el següent nivell en la divisió territorial colonial. Aquestes institucions van ser vigents fins a l'any 1809, quan durant la Guerra del Francès s'establí Junta Superior de Govern del Principat de Catalunya.

## Antecedents

### Audiència Reial de la Corona d'Aragó
L'Audiència Reial o Reial Audiència era el tribunal de justícia del rei als estats de la Corona d'Aragó. Té els seus orígens en el Consell Reial on el sobirà era la figura central com a administrador de la justícia a la seva cort. Progressivament esdevingué un òrgan especialitzat i institucional que comptava amb la presència de juristes, per bé que amb la presència del monarca tal com ho palesà Jaume II d'Aragó establint el 1299 per a ell i els seus successors la celebració d'audiència personal cada divendres i, de no poder ésser, els altres dies de la setmana. Durant les reformes endegades per Pere el Cerimoniós la funció judicial s'organitzà institucionalment com una secció del consell reial i estretament lligada a la Cancelleria Reial i a partir del 1365 es configurà una Audiència Reial general per a tots els estats de la Corona d'Aragó integrada pel seu canceller president, per tres vicecancellers -un de cada estat- i per quatre vocals, doctors o juristes de cada estat més dos de Mallorca. Totes les causes elevades a la instància reial quedaren sotmeses a la jurisdicció de l'Audiència Reial, que quedava configurada com un tribunal únic desdoblat en tres vicecancelleries o tribunals per a cadascun dels estats.

### Cancelleries de Castella
A Castella els oïdors, la denominació que rebien els jutges, constituïren un òrgan nou, l'Audiència, delegada del rei i en estreta vinculació amb l'exercici personal de la justícia apareixent en les Corts d'Alcalá de 1348 com a òrgan específic. Formalment, la primera Audiència -anomenada Cancelleria- va ser establerta a Valladolid l'any 1371. Isabel I de Castella el 1494 dividí aquesta Audiència en dues: la Reial Audiència i Cancelleria de Valladolid, amb competència al nord del riu Tajo, i la Cancelleria de Ciudad Real, amb competència al sud del mateix riu. El 1500 es va decidir traslladar aquesta darrera a Granada, fet que es va verificar el 1505. L'emperador Carles V creà el 1528 la Reial Audiència d'Aragó amb seu a Saragossa. El seu fill Felip II de Castella creà nombroses audiències als territoris de la Monarquia d'Espanya, com ara la de Sardenya el 1564 o la de Sicília el 1569. Als regnes castellans d'Índies s'instal·là per primera vegada una Audiència a Santo Domingo el 1511, durant la governació de Diego Colón, per bé que poc temps després va ser suprimida per ser restablerta el 1526.

## Reials Audiències de la Monarquia d'Espanya
- A la Corona de Castella
  - Reial Audiència i Cancelleria de Valladolid (1371).
  - Reial Audiència i Cancelleria de Granada (1505) -abans Reial Audiència i Cancelleria de Ciudad Real (1494)-.

Les altres Reials Audiències sorgides posteriorment no estaven presidides per un Canceller i no tenien competències de govern.
- Reial Audiència de Galícia, creada a partir de la Governació de Galícia.
- Reial Audiència de Sevilla (1525).
- Reial Audiència de Canàries (1526).
- Reial Audiència d'Astúries (1717).
- Reial Audiència d'Extremadura (1790).

- Al Regne de Navarra no hi havia Reial Audiència i les funcions judicials les ostentava el Consell Reial de Navarra.
- A la Corona d'Aragó les Reials Audiències tenien fonamentalment una funció judicial. Les funcions de governació eren generalment exercides pels oficials reials i els municipis.
  - Reial Audiència de Sardenya (1487/1564).
  - Reial Audiència de Catalunya (1493/1599).
  - Reial Audiència de València (1506).
  - Reial Audiència d'Aragó (1528).
  - Reial Audiència de Mallorca (1571).

Als Regnes castellans d'Índies es creà per primera vegada una Audiència a Santo Domingo el 1511, durant la governació de Diego Colón, per bé que fou suprimida poc temps després, per restablerta definitivament el 1526. Les Reials Audiència d'Índies estaven compostes per un President, que generalment era el respectiu virrei o governador, i per un nombre variable d'Oïdors (jutges), més alguns alcaldes del crim (a Mèxic i Lima). A més, formaven part d'aquest tribunal un fiscal i altres oficials subalterns com ara: un agutzil major, un relator, un escrivà de càmera i un porter. Les Reials Audiències eren els únics òrgans de l'època que tenien una funció més marcada: eren tribunals d'administració de justícia. Als Regnes castellans d'Índies les Reials Audiències va adquirir una creixent importància vetllant pel compliment del Dret d'Índies, la protecció dels governats i per l'aplicació de la justícia al continent. Així mateix van arribar a ser també Cancelleries, de manera que se'ls considerava representants del monarca en els seus respectius territoris i dipositàries del segell real.
- Als Regnes castellans d'Índies[1]
  - Reial Audiència de Santo Domingo en 1526
  - Reial Audiència de Mèxic (Nova Espanya) en 1527
  - Reial Audiència de Panamà en 1538
  - Reial Audiència de Guatemala o dels Confinis en 1543
  - Reial Audiència de Lima (Perú) en 1543
  - Reial Audiència de Guadalajara (Nova Galícia) en 1548
  - Reial Audiència de Bogotà (Nova Granada) en 1548
  - Reial Audiència de Charcas (Alt Perú) en 1559
  - Reial Audiència de Quito (Equador) a 1563
  - Reial Audiència de Concepció (Xile) en 1565 (fins a 1575)
  - Reial Audiència de Manila (Filipines) en 1583

Al segle xvii es reposa la de Xile i es crea una nova, aquesta vegada com:
- - Reial Audiència de Santiago en 1605
  - Reial Audiència de Buenos Aires (Riu de la Plata) entre 1661 (fins a 1671)

## Nova Planta de les Reials Audiències borbòniques
- Reial Audiència d'Aragó
  - Institució: Reial Decret de 29 de juny de 1707 i Reial Cèdula de 7 d'octubre de 1707 que determina aplicar el model de les Chancillerias de Valladolid i Granada. Reformada per Reial Decret de 3 d'abril de 1711 com a simple Reial Audiència sense atribucions de cancelleria i per la Reial Resolució de 15 de setembre de 1711 s'ordenà que la Nova Planta s'adeqüés a la Reial Audiència de Sevilla, passant a tenir dues sales del civil. El 1742 se suprimí una plaça d'oïdor a la sala del crim i es creà una segona fiscalia.
  - Presidència: Presidida pel Capità General d'Aragó; en els afers estrictament judicials ho era pel Regent.
  - Funcions: òrgan de justícia territorial subordinat a les resolucions del Consell de Castella i òrgan de govern subordinat al Capità General d'Aragó.
  - Composició: Un Regent, quatre oïdors per als afers civils -en una sala, ampliada a dos el 1711- i cinc oïdors per als criminals -una sala-, un fiscal. El 1742 se suprimí una plaça d'oïdor a la sala del crim i es creà una segona fiscalia.
  - Legislació aplicada: A la sala del crim es dictarien les sentències segons les lleis de Castella. A la sala civil serien consultades les normes del dret civil aragonès limitades a «sólo en lo tocante a los contratos, dependencias y casos en que yo interviniere con cualquiera de mis vasallos, en cuyos referidos casos y dependencias ha de juzgar la expresada sala de lo Civil según las leyes de Castilla» segons el Reial Decret de 3 d'abril de 1711. Es reservaren places pels naturals aragonesos, però el Regent i la Fiscalia estigueren vetats als aragonesos i foren ocupades per castellans.

- Reial Audiència de València
  - Institució: Reial Decret de 29 de juny de 1707 i Reial Cèdula de 7 d'octubre de 1707 que determina aplicar el model de les Chancillerias de Valladolid i Granada.
  - Presidència: Presidida pel Capità General de València; en els afers estrictament judicials ho era pel Regent.
  - Funcions: òrgan de justícia territorial subordinat a les resolucions del Consell de Castella i òrgan de govern subordinat al Capità General d'Aragó.
  - Composició: Un Regent, quatre oïdors per als afers civils -en una sala, ampliada després a dos - i cinc oïdors per als criminals -una sala-, un fiscal. Posteriorment es creà una segona fiscalia.

- Reial Audiència de Mallorca (borbònica)
  - Institució:
  - Presidència: Presidida pel Capità General de Mallorca; en els afers estrictament judicials ho era pel Regent.
  - Funcions:
  - Composició: Un Regent, cinc oïdors per als afers civils i criminals -en una sala-, un fiscal i un algutzir major, i era presidida per la primera autoritat militar.

- Reial Audiència de Catalunya (borbònica)
  - Institució: Decret de Nova Planta, 16 de gener 1716
  - Presidència: Presidida pel capità general de Catalunya; en els afers estrictament judicials ho era pel regent.
  - Funcions: òrgan de justícia territorial subordinat a les resolucions del Consell de Castella i òrgan de govern subordinat teòricament al capità general de Catalunya, però amb qui governa a través de l'assoliment del Reial Acord formant una bicefàlia que originarà conflictes competencials.
  - Composició: Un regent, deu oïdors per als afers civils -en dues sales- i cinc per als criminals -una sala-, dos fiscals i un algutzir major.

Als Regnes castellans d'Índies després de la Nova Planta del segle xviii a les Reials Audiència d'Índies se'ls va agregar un Regent, que en la pràctica es va encarregar de dirigir aquest òrgan, i un altre fiscal. Gradualment, més per evolució espontània que per reformes legals, es van convertir essencialment en tribunals d'apel·lació. També es reinstal·là la Reial Audiència de Buenos Aires el 1783, i es creen les dues últimes:
- Reial Audiència de Caracas en 1786
- Reial Audiència de Cuzco el 1787